# 長野県立長野東高等学校
もしかして
- 長野県長野東高等学校

ではありませんか？